# Хусейн, Аймен
Айме́н Хусе́йн Гадба́н  а́ль-Мафриа́джи (араб. أيمن حسين‎; род. 22 марта 1996, Хавиджа, Киркук) — иракский футболист, нападающий катарского клуба «Аль-Хор» и национальной сборной Ирака.

## Клубная карьера
В 2009 году Хусейн был замечен как одаренный подросток в своей местной команде, и это произошло благодаря местному жителю, который также был членом правления футбольного клуба «Аль-Алам», который рекомендовал игрока своему клубу. Он играл за молодёжный состав «Аль-Алам» в провинциальной лиге, а позже перешёл в «Туз». Не имея ни одного клуба из Киркука в высших дивизионах иракской лиги, Аймен выбрал неортодоксальный путь в своих попытках попасть в высший дивизион, подписав контракт с «Газ аль-Шамаль», клубом , который тогда находился во втором дивизионе Курдской лиги, дивизионе, сформированном в основном из резервных игроков из ведущих курдских клубов.

### «Дахук»
В конце сезона 2012/2013 Хусейну впервые предложили возможность сыграть в высшем дивизионе, когда с ним связался помощник тренера «Дахука», Халид Мохаммед Саббар, и предложил выгодный контракт, на который, по словам Хусейна, согласился немедленно, испытывая «большую радость» от работы под руководством бывшего иракского капитана и двух известных тренеров Фаджра Ибрагима и Таира Ахмеда.
За «Дахук» он сыграл пару матчей и забил один гол на первом этапе сезона. Поскольку зарплаты месяцами не выплачивались в клубе из-за последствия финансового кризиса, поразившего Курдистан, Хусейн решил попытать счастья в Багдаде. Он был одним из шести игроков «Дахука», освобожденных из-за финансовых проблем во второй половине 2014 года.

### «Аль-Нафт»
Хусейн перешёл в «Аль-Нафт» зимой 2015 года. Его лучшим за «Аль-Нафт» считается сезон 2016/2017, когда он забил 12 голов в 10 играх, выведя клуб на вершину лиги, прежде чем из-за травмы он выбыл из игры с февраля по май. «Аль-Нафт» продолжил показывать хорошие результаты и в итоге занял второе место в лиге, что является их лучшим результатом за всю историю.

### «Аль-Шорта»
22 августа 2017 года Хусейн подписал контракт с иракским клубом «Аль-Шорта», чтобы заменить Марвана Хусейна. 21 ноября он дебютировал и забил гол в матче первого тура против «Кербелы». Он забил дважды во второй игре, против «Аль-Бахри» (4:1), а затем забил ещё в двух играх, увеличив свой рекорд результативности до четырёх игр подряд. В пятой игре Хусейн не смог реализовать пенальти на последней минуте и завершил свою результативную серию. Затем Аймен покинул клуб, чтобы присоединиться к сборной (до 23 лет) на молодёжный чемпионате Азии 2018 года в Китае. После своего возвращения он покинул «Аль-Шорту».

### Возвращение в «Аль-Нафт»
2 февраля 2018 года Хусейн вернулся в «Аль-Нафт», которыы руководил Хасан Ахмед. Свой первый матч за «Аль-Нафт» провёл против «Аль-Худуда», в котором не реализовал пенальти и ещё один против в матче «Нафт Аль-Васат» . После пяти игр он смог забить гол в победной игре против «Аль-Талабы» (1:0) и в дальнейшем продолжил забивать. Он закончил сезон с 11 голами в 22 матчах лиги. Команда заняла 3-е место. Он был покинул «Аль-Нафт» из-за разногласий после игры против «Сфаксьена» (1:1).

### «Сфаксьен», «Аль-Кува», «Умм-Салаль»
15 сентября 2018 года тунисский клуб «Сфаксьен» в последний день летнего трансферного окна объявил о подписании контракта с Хусейном. В феврале 2019 года он впервые сыграл в тунисском чемпионате, после чего вернулся в Ирак, чтобы присоединиться к «Аль-Куве», где сыграл следующие два сезона.
Летом 2021 года Хусейн присоединился к катарскому «Умм-Салалю». Позже он играл за «Аль-Мархию» и «Аль-Джазиру» из ОАЭ.

### «Раджа» и возвращение в «Аль-Куву»
23 августа 2023 года Хусейн подписал годичный контракт с «Раджой». В октябре того же года Хусейн вернулся в «Аль-Куву» после расторжения контракта с мароканским клубом из-за нехватки игрового времени.

### «Аль-Хор»
16 июля 2024 года катарская команда «Аль-Хор» объявила, что подписала двухлетний контракт с Айемном Хуссейном.

## Карьера за сборную
В 2015 году Хусейн впервые был вызван в национальную сборную Ирака. В это время он также играя за сборную до 23 лет. Его вызвали на молодёжный Чемпионат Азии 2016 года в Катаре. Он забил победный гол в матче плей-офф за третье место против Катара, который принёс Ираку бронзовую медаль и отправил их на летние Олимпийские игры 2016 года в Рио-де-Жанейро. 18 марта 2016 года Хусейн получил травму в товарищеском матче национальной сборной против Сирии, которая помешала ему поехать на Олимпийские игры.
В следующем году Хусейн принял участие в квалификационных матчах молодёжного Чемпионата Азии 2018 года, где забил 5 голов в первом матче против Афганистана. Он также забил ещё один гол в ворота Саудовской Аравии, обеспечив Ираку победу во всех трёх играх и выход в финальную стадию турнира. Хусейн забил дважды в трёх играх турнира, а Ирак дошёл до стадии четвертьфинала.
26 августа 2015 года Хусейн дебютировал за национальную сборную в товарищеском матче против Ливана. 5 сентября 2017 года он забил свой первый гол в матче квалификации на чемпионат мира 2018 против ОАЭ (1:0). Его вызвали на 23-й Кубок Персидского залива, где Ирак дошёл полуфинал.
В декабре 2023 года он был включён в состав сборной на Кубок Азии в Катаре. 19 января 2024 года он оформил дубль в победной игре против Японии (2:1), что позволило его стране выйти в плей-офф турнира. Этот матч также стал первым победным для Ирака над Японией со времен Азиатских игр 1982 года.

## Стиль игры
Хусейн считается типичным полноценным нападающим, который может играть впереди. Его не считают самым универсальным игроком, но он прирождённый бомбардир. Хотя другие нападающие, такие как Моханад Али, забивают много голов, они представляют собой нападающий другого типа, чем Аймен, который хорош в штрафной и вокруг неё, в воздухе и на земле. У него мощная правая нога. Он также известен своей физической силой и трудолюбием. С 2015 года его считают лучшим наследником Юниса Махмуда.

## Личная жизнь
Хусейн родился в 1996 году в сельской деревне Аль-Сафра в подрайоне Эр-Рияд в юго-западной части Киркука. Деревня располагалась в неспокойном районе Хавиджа, который контролировался ИГИЛ и был ареной авиаударов с 2014 по 2017 года. Повстанцы часто нападали на нефтепроводы в деревне после падения режима Саддама Хусейна в 2003 году, при этом ежедневные взрывы заминированных автомобилей и самодельные взрывные устройства (СВУ) являлись нормальной частью жизни для Аймена. Его отец, офицер иракской армии, был убит при исполнении служебных обязанностей в результате террористической атаки Аль-Каиды в 2008 году. Его брат был похищен боевиками ИГИЛ, и его местонахождение до сих пор неизвестно, а игрок и его семья стали внутренне перемещенными лицами в Ираке. Его мать и братья Ассер и Лэйт в 2014 году были вынужденными переселиться в город Киркук.

## Статистика

### Международная
| Сборная | Год  | Матчи | Голы |
| ------- | ---- | ----- | ---- |
| Ирак    | 2015 | 1     | 0    |
| Ирак    | 2016 | 3     | 0    |
| Ирак    | 2017 | 10    | 1    |
| Ирак    | 2018 | 8     | 0    |
| Ирак    | 2019 | 7     | 1    |
| Ирак    | 2020 | 2     | 0    |
| Ирак    | 2021 | 14    | 4    |
| Ирак    | 2022 | 9     | 5    |
| Ирак    | 2023 | 13    | 6    |
| Ирак    | 2024 | 9     | 11   |
| Итог    | Итог | 77    | 28   |

### Голы за сборную
| №   | Дата             | Место                                                     | Соперник  | Счёт | Результат      | Турнир                              |
| --- | ---------------- | --------------------------------------------------------- | --------- | ---- | -------------- | ----------------------------------- |
| 1.  | 5 сентября 2017  | Международный стадион Аммана, Амман, Иордания             | ОАЭ       | 1:0  | 1:0            | Квалификация на ЧМ 2018             |
| 2.  | 26 марта 2019    | Басра Спортс Сити, Басра, Ирак                            | Иордания  | 1:1  | 3:2            | Международный чемпионат дружбы 2019 |
| 3.  | 27 января 2021   | Басра Спортс Сити, Басра, Ирак                            | Кувейт    | 2:1  | 2:1            | Товарищеский матч                   |
| 4.  | 29 мая 2021      | Аль-Файха, Басра, Ирак                                    | Непал     | 3:2  | 6:2            | Товарищеский матч                   |
| 5.  | 29 мая 2021      | Аль-Файха, Басра, Ирак                                    | Непал     | 4:2  |                | Товарищеский матч                   |
| 6.  | 12 октября 2021  | Забиль, Дубай, ОАЭ                                        | ОАЭ       | 2:1  | 2:2            | Квалификация на ЧМ 2022             |
| 7.  | 1 февраля 2022   | Международный стадион Сайда, Сайда, Ливан                 | Ливан     | 1:0  | 1:1            | Квалификация на ЧМ 2022             |
| 8.  | 18 марта 2022    | Аль-Мадина, Багдад, Ирак                                  | Замбия    | 3:1  | 3:1            | Товарищеский матч                   |
| 9.  | 29 марта 2022    | Аль-Рашид, Дубай, ОАЭ                                     | Сирия     | 1:1  | 1:1            | Квалификация на ЧМ 2022             |
| 10. | 23 сентября 2022 | Король Абдалла II, Амман, Иордания                        | Оман      | 1:1  | 1:1 (3:4 пен.) | Международный турнир Иордании 2022  |
| 11. | 26 сентября 2022 | Международный стадион Аммана, Амман, Иордания             | Сирия     | 1:0  | 1:0            | Международный турнир Иордании 2022  |
| 12. | 12 января 2023   | Басра Спортс Сити, Басра, Ирак                            | Йемен     | 3:0  | 5:0            | Кубок Арабского залива 2023         |
| 13. | 12 января 2023   | Басра Спортс Сити, Басра, Ирак                            | Йемен     | 4:0  | 5:0            | Кубок Арабского залива 2023         |
| 14. | 16 января 2023   | Басра Спортс Сити, Басра, Ирак                            | Катар     | 2:1  | 2:1            | Кубок Арабского залива 2023         |
| 15. | 7 сентября 2023  | Стадион Семисотлетия, Чиангмай, Таиланд                   | Индия     | 2:2  | 2:2 (5:4 пен.) | Кубок короля Таиланда 2023          |
| 16. | 10 сентября 2023 | Стадион Семисотлетия, Чиангмай, Таиланд                   | Таиланд   | 1-0  | 2:2 (5:4 пен.) | Кубок короля Таиланда 2023          |
| 17. | 17 октября 2023  | Международный стадион Аммана, Амман, Иордания             | Иордания  | 1:1  | 2:2 (5:3 пен.) | Международный турнир Иордании 2023  |
| 18. | 15 января 2024   | Ахмед бин Али, Эр-Райян, Катар                            | Индонезия | 3:1  | 3:1            | Кубок Азии 2023                     |
| 19. | 19 января 2024   | Эдьюкейшн сити, Эр-Райян, Катар                           | Япония    | 1:0  | 2:1            | Кубок Азии 2023                     |
| 20. | 19 января 2024   | Эдьюкейшн сити, Эр-Райян, Катар                           | Япония    | 2:0  | 2:1            | Кубок Азии 2023                     |
| 21. | 24 января 2024   | Стадион имени шейха Джассима бин Хамада, Эр-Райян, Катар  | Япония    | 2:1  | 3:2            | Кубок Азии 2023                     |
| 22. | 24 января 2024   | Стадион имени шейха Джассима бин Хамада, Эр-Райян, Катар  | Япония    | 3:2  | 3:2            | Кубок Азии 2023                     |
| 23. | 29 января 2024   | Халифа, Эр-Райян, Катар                                   | Иордания  | 2:1  | 2:3            | Кубок Азии 2023                     |
| 24. | 26 марта 2024    | Мемориальный стадион имени Хосе Рисаля, Манила, Филиппины | Филиппины | 1:0  | 5:0            | Квалификация на ЧМ 2026             |
| 25. | 26 марта 2024    | Мемориальный стадион имени Хосе Рисаля, Манила, Филиппины | Филиппины | 3:0  | 5:0            | Квалификация на ЧМ 2026             |
| 26. | 6 июня 2024      | Гелора Бунг Карно, Джакарта, Индонезия                    | Индонезия | 1:0  | 2:0            | Квалификация на ЧМ 2026             |
| 27. | 11 июня 2024     | Басра Спортс Сити, Басра, Ирак                            | Вьетнам   | 3:1  | 3:1            | Квалификация на ЧМ 2026             |
| 28. | 5 сентября 2024  | Басра Спортс Сити, Басра, Ирак                            | Оман      | 1:0  | 1:0            | Квалификация на ЧМ 2026             |

## Достижения

### Клубные

#### «Сфаксьен»
- Обладатель Кубка Туниса: 2018/19

#### «Аль-Кува»
- Чемпион Ирака: 2020/21
- Обладатель Кубка Ирака: 2020/21

### Международные
- Обладатель Кубка Арабского залива: 2023

### Индивидуальные
- Лучший бомбардир чемпионата Ирака: 2020/21 (22 гола)
- Лучший бомбардир Кубка Арабского залива: 2023 (3 гола)